# 薬師寺元真
薬師寺 元真（やくしじ もとざね、生没年不詳）は、江戸時代末期の旗本。官途は筑前守。

## 経歴
天保元年（1830年）徳川家慶（当時は将軍世子）の小姓となり、のちに徳川家定の小姓となる。嘉永6年（1853年）徒頭になる。井伊直弼の大老就任前日に井伊家の上屋敷を訪ね将軍一大事とし、直々に人払いの上数刻に及び密談をし大老就任を依頼した。
安政6年（1859年）に御側御用取次に迄出世する。南紀派として、紀州藩附家老水野忠央の妹を養女とし御側御用取次平岡道弘に嫁がせる。御側御役取次平岡道弘、小姓頭取高井豊前守ならびに諏訪安房守と連携し、彼らを「同志忠義之衆」と呼び、井伊大老と将軍とを結ぶ側近として活躍した。
文久2年（1862年）11月23日、井伊直弼暗殺後の追罰の一環で隠居の上、知行の一部700石を召し上げられる。